# Campionati mondiali di sollevamento pesi 1991
I Campionati mondiali di sollevamento pesi 1991, 64ª edizione della manifestazione, si svolsero a Donaueschingen dal 27 settembre al 6 ottobre. Fu il primo anno in cui i campionati mondiali maschili e femminili si disputarono congiuntamente, nello stesso periodo e nella stessa sede.

## Titoli in palio
Categorie maschili
| Categoria            | Eventi         | Atleti |
| -------------------- | -------------- | ------ |
| Pesi mosca           | Fino a 52 kg   | 11     |
| Pesi gallo           | Fino a 56 kg   | 16     |
| Pesi piuma           | Fino a 60 kg   | 24     |
| Pesi leggeri         | Fino a 67.5 kg | 22     |
| Pesi medi            | Fino a 75 kg   | 28     |
| Pesi massimi leggeri | Fino a 82.5 kg | 19     |
| Pesi mediomassimi    | Fino a 90 kg   | 25     |
| Pesi massimi primi   | Fino a 100 kg  | 21     |
| Pesi massimi         | Fino a 110 kg  | 16     |
| Pesi supermassimi    | Oltre i 110 kg | 18     |

Categorie femminili
| Categoria            | Eventi         | Atlete |
| -------------------- | -------------- | ------ |
| Pesi mosca           | Fino a 44 kg   | 15     |
| Pesi gallo           | Fino a 48 kg   | 11     |
| Pesi piuma           | Fino a 52 kg   | 15     |
| Pesi leggeri         | Fino a 56 kg   | 13     |
| Pesi medi            | Fino a 60 kg   | 13     |
| Pesi massimi leggeri | Fino a 67.5 kg | 7      |
| Pesi mediomassimi    | Fino a 75 kg   | 12     |
| Pesi massimi         | Fino a 82.5 kg | 10     |
| Pesi supermassimi    | Oltre 82.5 kg  | 12     |

## Nazioni partecipanti
Le nazioni che hanno partecipato ai campionati furono 45 per un totale di 308 atleti partecipanti (200 nelle categorie maschili e 108 nelle categorie femminili). Per le categorie maschili, la suddivisione continentale è la seguente: 115 atleti europei, 18 americani, 56 asiatici, 3 africani e 8 oceaniani; per le categorie femminili, la suddivisione continentale è la seguente: 54 atlete europee, 18 americane, 33 asiatiche, 0 africane e 3 oceaniane.
- Algeria (2)
- Argentina (2)
- Australia (10)
- Austria (6)
- Brasile (1)
- Bulgaria (19)
- Canada (5)
- Cecoslovacchia (7)
- Cina (19)
- Colombia (1)
- Corea del Nord (5)
- Corea del Sud (11)
- Cuba (4)
- Danimarca (3)
- Egitto (1)
- Filippine (7)
- Finlandia (5)
- Francia (9)
- Germania (19)
- Giappone (16)
- Grecia (15)
- India (4)
- Indonesia (5)
- Iran (4)
- Israele (8)
- Libano (1)
- Lussemburgo (1)
- Nauru (1)
- Norvegia (1)
- Paesi Bassi (2)
- Perù (1)
- Polonia (7)
- Portogallo (6)
- Regno Unito (12)
- Rep. Dominicana (1)
- Romania (9)
- Spagna (11)
- Stati Uniti (19)
- Svezia (5)
- Svizzera (2)
- Taipei cinese (17)
- Turchia (4)
- Ungheria (8)
- Unione Sovietica (10)
- Uruguay (2)

## Risultati

### Categorie maschili
| Evento  | Oro                | Oro      | Argento            | Argento  | Bronzo               | Bronzo   |
| 52 kg   | 52 kg              | 52 kg    | 52 kg              | 52 kg    | 52 kg                | 52 kg    |
| ------- | ------------------ | -------- | ------------------ | -------- | -------------------- | -------- |
| Strappo | Zhang Zairong      | 120,5 kg | Ivan Ivanov        | 117,5 kg | Sevdalin Minčev      | 115,0 kg |
| Slancio | Ivan Ivanov        | 155,5 kg | Sevdalin Minčev    | 142,5 kg | Zhang Shoulie        | 142,5 kg |
| Totale  | Ivan Ivanov        | 272,5 kg | Sevdalin Minčev    | 257,5 kg | Zhang Zairong        | 255,0 kg |
| 56 kg   |                    |          |                    |          |                      |          |
| Strappo | Liu Shoubin        | 135,0 kg | Luo Jianming       | 130,0 kg | Chun Byung-kwan      | 130,0 kg |
| Slancio | Chun Byung-kwan    | 165,0 kg | Liu Shoubin        | 157,5 kg | Luo Jianming         | 147,5 kg |
| Totale  | Chun Byung-kwan    | 295,0 kg | Liu Shoubin        | 292,5 kg | Luo Jianming         | 277,5 kg |
| 60 kg   |                    |          |                    |          |                      |          |
| Strappo | Naim Süleymanoğlu  | 137,5 kg | He Yingqiang       | 132,5 kg | Yourik Sargsyan      | 132,5 kg |
| Slancio | Naim Süleymanoğlu  | 172,5 kg | Yourik Sargsyan    | 170,0 kg | He Yingqiang         | 160,0 kg |
| Totale  | Naim Süleymanoğlu  | 310,0 kg | Yourik Sargsyan    | 302,5 kg | He Yingqiang         | 292,5 kg |
| 67,5 kg |                    |          |                    |          |                      |          |
| Strappo | Kim Myong-nam      | 160,0 kg | Israyel Militosyan | 160,0 kg | Joto Jotov           | 155,0 kg |
| Slancio | Ri Hi-bong         | 190,0 kg | Joto Jotov         | 190,0 kg | Wang Yong            | 185,0 kg |
| Totale  | Joto Jotov         | 345,0 kg | Israyel Militosyan | 345,0 kg | Kim Myong-nam        | 340,0 kg |
| 75 kg   |                    |          |                    |          |                      |          |
| Strappo | Lu Gang            | 157,5 kg | Pablo Lara         | 157,5 kg | Roman Sevasteev      | 157,5 kg |
| Slancio | Pablo Lara         | 197,5 kg | Roman Sevasteev    | 195,0 kg | Rumen Stojanov       | 192,5 kg |
| Totale  | Pablo Lara         | 355,0 kg | Roman Sevasteev    | 352,5 kg | Fёdor Kasapu         | 342,5 kg |
| 82,5 kg |                    |          |                    |          |                      |          |
| Strappo | Oleksandr Blyščyk  | 167,5 kg | Ibragim Samadov    | 162,5 kg | Marc Huster          | 160,0 kg |
| Slancio | Ibragim Samadov    | 205,0 kg | Cai Yanshu         | 200,0 kg | Oleksandr Blyščyk    | 200,0 kg |
| Totale  | Ibragim Samadov    | 367,5 kg | Oleksandr Blyščyk  | 367,5 kg | Plamen Bratojčev     | 357,5 kg |
| 90 kg   |                    |          |                    |          |                      |          |
| Strappo | Sergej Syrcov      | 185,0 kg | Ivan Čakărov       | 180,0 kg | Pedro Rodríguez      | 177,5 kg |
| Slancio | Sergej Syrcov      | 225,0 kg | Kim Byung-chan     | 212,5 kg | Ivan Čakărov         | 210,0 kg |
| Totale  | Sergej Syrcov      | 410,0 kg | Ivan Čakărov       | 390,0 kg | Kim Byung-chan       | 387,5 kg |
| 100 kg  |                    |          |                    |          |                      |          |
| Strappo | Igor' Sadykov      | 185,0 kg | Waldemar Malak     | 172,5 kg | Włodzimierz Ostapski | 172,5 kg |
| Slancio | Igor' Sadykov      | 230,0 kg | Francis Tournefier | 215,0 kg | Omar Semanat         | 212,5 kg |
| Totale  | Igor' Sadykov      | 415,0 kg | Ivalin Rajčev      | 385,0 kg | Francis Tournefier   | 382,5 kg |
| 110 kg  |                    |          |                    |          |                      |          |
| Strappo | Artur Akoev        | 195,0 kg | Ronny Weller       | 190,0 kg | Yuri Dandik          | 185,0 kg |
| Slancio | Artur Akoev        | 232,5 kg | Ronny Weller       | 230,0 kg | Frank Seipelt        | 215,0 kg |
| Totale  | Artur Akoev        | 427,5 kg | Ronny Weller       | 420,0 kg | Ernesto Montoya      | 387,5 kg |
| +110 kg |                    |          |                    |          |                      |          |
| Strappo | Aleksandr Kurlovič | 205,0 kg | Manfred Nerlinger  | 185,0 kg | Martin Zawieja       | 180,0 kg |
| Slancio | Aleksandr Kurlovič | 250,0 kg | Manfred Nerlinger  | 240,0 kg | Kim Tae-hyun         | 225,0 kg |
| Totale  | Aleksandr Kurlovič | 455,0 kg | Manfred Nerlinger  | 425,0 kg | Kim Tae-hyun         | 400,0 kg |

### Categorie femminili
| Evento   | Oro                  | Oro      | Argento              | Argento  | Bronzo            | Bronzo   |
| 44 kg    | 44 kg                | 44 kg    | 44 kg                | 44 kg    | 44 kg             | 44 kg    |
| -------- | -------------------- | -------- | -------------------- | -------- | ----------------- | -------- |
| Strappo  | Xing Fen             | 67,5 kg  | Kunjarani Devi       | 62,5 kg  | Satomi Saito      | 60,0 kg  |
| Slancio  | Xing Fen             | 95,5 kg  | Kunjarani Devi       | 80,0 kg  | Sibby Flowers     | 80,0 kg  |
| Totale   | Xing Fen             | 162,5 kg | Kunjarani Devi       | 142,5 kg | Sibby Flowers     | 140,0 kg |
| 48 kg    |                      |          |                      |          |                   |          |
| Strappo  | Izabela Rifatova     | 75,0 kg  | Liao Shuping         | 72,5 kg  | Chu Nan-mei       | 65,0 kg  |
| Slancio  | Liao Shuping         | 98,0 kg  | Izabela Rifatova     | 95,0 kg  | Donka Minčeva     | 87,5 kg  |
| Totale   | Izabela Rifatova     | 170,0 kg | Liao Shuping         | 170,0 kg | Donka Minčeva     | 152,5 kg |
| 52 kg    |                      |          |                      |          |                   |          |
| Strappo  | Peng Liping          | 80,0 kg  | Robin Byrd           | 77,5 kg  | Žaneta Georgieva  | 75,0 kg  |
| Slancio  | Peng Liping          | 108,0 kg | Hiromi Uemura        | 95,0 kg  | Robin Byrd        | 92,5 kg  |
| Totale   | Peng Liping          | 187,5 kg | Robin Byrd           | 170,0 kg | Hiromi Uemura     | 167,5 kg |
| 56 kg    |                      |          |                      |          |                   |          |
| Strappo  | Sun Caiyan           | 85,0 kg  | Nancy Niro           | 80,0 kg  | Neli Jankova      | 80,0 kg  |
| Slancio  | Sun Caiyan           | 108,0 kg | Neli Jankova         | 100,0 kg | Mami Abe          | 97,5 kg  |
| Totale   | Sun Caiyan           | 192,5 kg | Neli Jankova         | 180,0 kg | Nancy Niro        | 175,0 kg |
| 60 kg    |                      |          |                      |          |                   |          |
| Strappo  | Han Lixia            | 87,5 kg  | Won Soon-yi          | 87,5 kg  | Daniela Kerkelova | 80,0 kg  |
| Slancio  | Han Lixia            | 110,0 kg | Won Soon-yi          | 107,5 kg | Daniela Kerkelova | 102,5 kg |
| Totale   | Han Lixia            | 197,5 kg | Won Soon-yi          | 195,0 kg | Daniela Kerkelova | 182,5 kg |
| 67,5 kg  |                      |          |                      |          |                   |          |
| Strappo  | Lei Li               | 95,0 kg  | Kumi Haseba          | 87,5 kg  | Kim Dong-hee      | 87,5 kg  |
| Slancio  | Lei Li               | 115,0 kg | Kumi Haseba          | 110,0 kg | Kim Dong-hee      | 107,5 kg |
| Totale   | Lei Li               | 210,0 kg | Kumi Haseba          | 197,5 kg | Kim Dong-hee      | 195,0 kg |
| 75 kg    |                      |          |                      |          |                   |          |
| Strappo  | Milena Trendafilova  | 105,0 kg | Zhang Xiaoli         | 105,0 kg | Mária Takács      | 90,0 kg  |
| Slancio  | Zhang Xiaoli         | 137,5 kg | Milena Trendafilova  | 115,0 kg | Mária Takács      | 112,5 kg |
| Totale   | Zhang Xiaoli         | 242,5 kg | Milena Trendafilova  | 220,0 kg | Mária Takács      | 202,5 kg |
| 82,5 kg  |                      |          |                      |          |                   |          |
| Strappo  | María Isabel Urrutia | 107,5 kg | Li Hongling          | 102,5 kg | Chen Shu-chih     | 100,0 kg |
| Slancio  | Li Hongling          | 138,0 kg | María Isabel Urrutia | 132,5 kg | Chen Shu-chih     | 120,0 kg |
| Totale   | Li Hongling          | 240,5 kg | María Isabel Urrutia | 240,0 kg | Chen Shu-chih     | 220,0 kg |
| +82,5 kg |                      |          |                      |          |                   |          |
| Strappo  | Li Yajuan            | 113,0 kg | Carla Garrett        | 100,0 kg | Erika Takács      | 95,0 kg  |
| Slancio  | Li Yajuan            | 143,0 kg | Carla Garrett        | 132,5 kg | Erika Takács      | 125,0 kg |
| Totale   | Li Yajuan            | 255,0 kg | Carla Garrett        | 232,5 kg | Erika Takács      | 220,0 kg |

## Medagliere

### Grandi (totale)
Riferito al totale dell'esercizio: 16 nazioni sono entrate nel medagliere.
| Posiz. | Nazione          | Oro | Argento | Bronzo | Totale |
| ------ | ---------------- | --- | ------- | ------ | ------ |
| 1      | Cina             | 8   | 2       | 3      | 13     |
| 2      | Unione Sovietica | 5   | 4       | 1      | 10     |
| 3      | Bulgaria         | 3   | 5       | 3      | 11     |
| 4      | Corea del Sud    | 1   | 1       | 3      | 5      |
| 5      | Cuba             | 1   | 0       | 1      | 2      |
| 6      | Turchia          | 1   | 0       | 0      | 1      |
| 7      | Stati Uniti      | 0   | 2       | 1      | 3      |
| 8      | Germania         | 0   | 2       | 0      | 2      |
| 9      | Giappone         | 0   | 1       | 1      | 2      |
| 10     | Colombia         | 0   | 1       | 0      | 1      |
| 10     | India            | 0   | 1       | 0      | 1      |
| 12     | Ungheria         | 0   | 0       | 2      | 2      |
| 13     | Canada           | 0   | 0       | 1      | 1      |
| 13     | Corea del Nord   | 0   | 0       | 1      | 1      |
| 13     | Francia          | 0   | 0       | 1      | 1      |
| 13     | Taipei cinese    | 0   | 0       | 1      | 1      |
| Totale | Totale           | 19  | 19      | 19     | 57     |

### Grandi (totale) e Piccole (Strappo e Slancio)
Riferito al totale dell'esercizio e delle due specialità: 18 nazioni sono entrate nel medagliere.
| Posiz. | Nazione          | Oro | Argento | Bronzo | Totale |
| ------ | ---------------- | --- | ------- | ------ | ------ |
| 1      | Cina             | 26  | 9       | 7      | 42     |
| 2      | Unione Sovietica | 15  | 8       | 4      | 27     |
| 3      | Bulgaria         | 6   | 12      | 12     | 30     |
| 4      | Turchia          | 3   | 0       | 0      | 3      |
| 5      | Corea del Sud    | 2   | 4       | 7      | 13     |
| 6      | Cuba             | 2   | 1       | 3      | 6      |
| 7      | Corea del Nord   | 2   | 0       | 1      | 3      |
| 8      | Colombia         | 1   | 2       | 0      | 3      |
| 9      | Germania         | 0   | 6       | 3      | 9      |
| 10     | Stati Uniti      | 0   | 5       | 3      | 8      |
| 11     | Giappone         | 0   | 4       | 3      | 7      |
| 12     | India            | 0   | 3       | 0      | 3      |
| 13     | Canada           | 0   | 1       | 1      | 2      |
| 13     | Francia          | 0   | 1       | 1      | 2      |
| 13     | Polonia          | 0   | 1       | 1      | 2      |
| 16     | Ungheria         | 0   | 0       | 6      | 6      |
| 17     | Taipei cinese    | 0   | 0       | 4      | 4      |
| 18     | Israele          | 0   | 0       | 1      | 1      |
| Totale | Totale           | 57  | 57      | 57     | 171    |